# Josh Bernstein
 (septembre 2012).
Si vous disposez d'ouvrages ou d'articles de référence ou si vous connaissez des sites web de qualité traitant du thème abordé ici, merci de compléter l'article en donnant les références utiles à sa vérifiabilité et en les liant à la section « Notes et références ».
 (mars 2015).
Le contenu est difficilement compréhensible vu les erreurs de traduction, qui sont peut-être dues à l'utilisation d'un logiciel de traduction automatique.
Josh Bernstein, né le 24 février 1971 à New York, est un explorateur américain, expert en survie et animateur de télévision.
Il est essentiellement connu pour être le présentateur de À la Recherche de la Vérité puis sur  Discovery Channel de Into the Unknown with Josh Bernstein.

## Biographie
Josh Bernstein est né et a grandi à Manhattan (New York). Il est allé à la Horace Mann School puis, en 1989, étudie à l'université Cornell où il s'est spécialisé en anthropologie et psychologie grâce à des travaux sur les Amérindiens et le Proche-Orient.
Il a fait deux mandats comme président de la section Beta Theta Pi de la Fraternité Kappa Alpha [Quoi ?]. Après avoir été diplômé de l'université, il passe une année dans un programme post-universitaire à Jérusalem où il étudie, entre autres, le mysticisme et les textes anciens. Son ascendance est juive. Son père est né dans la Vieille Ville de Jérusalem et ses grands-parents et grands-parents paternels sont enterrés en Israël.
Le père de Josh est mort d'une crise cardiaque six semaines avant son 15e anniversaire. Un an plus tard, sa sœur de trois ans son aînée, a été tuée dans un accident d'automobile. Bernstein a un frère jumeau, Andrew.
Il a un appartement à New York, et une yourte dans le sud de l'Utah.

## Carrière

### The History Channel:À la Recherche de la Vérité
« À la Recherche de la Vérité » (Digging for the Truth) (en) est une série d’aventures archéologiques sur History Channel aux États-Unis, sur la chaîne Planète, en France et sur la chaîne Historia au Canada qui explore les mystères antiques à travers le monde. La série est créée avec Bernstein comme présentateur en janvier 2005 et est rapidement devenu la série la mieux notée dans l'histoire de The History Channel. La Saison 3 débute le 22 janvier 2007, avec à nouveau, un record pour le réseau avec la série la mieux notée à ce jour (plus de 2,1 millions de téléspectateurs). Le 16 avril 2007 est l'épisode final de Bernstein en tant que présentateur de À la Recherche de la Vérité. La série a continué pour une 4e saison sans lui avant d'être retirée du prime time, puis annulée.
À la Recherche de la Vérité est une aventure épique d'un homme seul qui explore les mystères archéologiques les plus importants au monde, les épisodes sont écrits par Bernstein. Il a reçu des critiques élogieuses et a publié un livre relié à l'hiver 2006, et livre de poche à l'automne 2007.

### La Boulder Outdoor Survival School
En plus de son ancien rôle en tant que présentateur de À la Recherche de la Vérité, Bernstein est le président et chef de la direction de l'École Boulder Outdoor Survival School, la plus ancienne et la plus grande école de d'apprentissage de survie en milieu naturel.

### Discovery Channel:Into The Unknown With Josh Bernstein
Le 20 février 2007, Bernstein a annoncé qu'il quittait The History Channel et À la Recherche de la Vérité pour rejoindre la chaîne Discovery Channel en tant que producteur exécutif et animateur de promos ainsi que d'un nouveau prime-time intitulé Into the Unknown with Josh Bernstein ou « Josh l’Explorateur »  en France. La nouvelle série est créée le 18 août 2008. L'émission a été annulé après un court terme.

### Apparitions médiatiques
Il est apparu sur NBC, ABC, CBS, y compris Good Morning America et The Today Show et est apparu sur The Daily Show avec Jon Stewart le 15 janvier 2007.
Bernstein est connu pour porter les vêtements s'apparentant à ceux d'Indiana Jones : chapeau Fedora brun, chemise kaki, d'un pantalon beige, sac en bandoulière. Bien que la chaîne History Channel a joué jusqu'à la comparaison dans sa promotion pour À la Recherche de la Vérité, Bernstein n'aime pas beaucoup cette comparaison, soulignant qu'il ne porte jamais de fedora, et dit que son sens de la mode n'a rien à voir avec l'archéologue fictif.
Il a également été en vedette du premier numéro du magazine Vogue Hommes, la couverture de la section Style de The New York Times, et People Magazine l'a élu l'homme le plus sexy du Monde [réf. nécessaire].
Il est membre du Club des explorateurs et de la Royal Geographical Society.
Il est fiancé à Lily Snyder de Manhattan Sotheby (juillet 2010). Ils se sont mariés lors d'une cérémonie à Jérusalem,en Israël (septembre 2011).

## Sources
- (en) Cet article est partiellement ou en totalité issu de l’article de Wikipédia en anglais intitulé « Josh Bernstein » (voir la liste des auteurs).
- Notices d'autorité :   - VIAF
  - ISNI
  - LCCN
  - Espagne
  - WorldCat